# Округ Шерберн (Минесота)
Шерберн (енгл. Sherburne County) је округ у америчкој савезној држави Минесота.

## Демографија
По попису из 2010. године број становника је 88.499, што је 24.082 (37,4%) становника више него 2000. године.
| Група             | 2000.          | 2010.          |
| Белци             | 61.935 (96,1%) | 81.983 (92,6%) |
| Афроамериканци    | 550 (0,9%)     | 1.689 (1,9%)   |
| Азијати           | 372 (0,6%)     | 1.131 (1,3%)   |
| Хиспаноамериканци | 709 (1,1%)     | 1.941 (2,2%)   |
| Укупно            | 64.417         | 88.499         |